# Santa María del Cubillo
Santa María del Cubillo – gmina w Hiszpanii, w prowincji Ávila, w Kastylii i León, o powierzchni 65,77 km². W 2011 roku gmina liczyła 338 mieszkańców.